# Barbarea grayi
Barbarea grayi är en korsblommig växtart som beskrevs av Hewson. Barbarea grayi ingår i släktet gyllnar, och familjen korsblommiga växter. Inga underarter finns listade i Catalogue of Life.